# مايرون سيمبسون
مايرون سيمبسون (بالإنجليزية: Myron Simpson) هو دراج نيوزيلندي، ولد في 30 يوليو 1990 في أوكلاند في نيوزيلندا.

## وصلات خارجية
- مايرون سيمبسون على موقع الاتحاد الدولي للدراجات (الإنجليزية)
- مايرون سيمبسون على موقع أرشيف الدراجات (الإنجليزية)
- مايرون سيمبسون على موقع إحصائيات الدراجات الإحترافية (الإنجليزية)
- مايرون سيمبسون على موقع نسبة الدراجات (الإنجليزية)
- مايرون سيمبسون على موقع اتحاد ألعاب الكومنولث (مؤرشف) (الإنجليزية)